# Condado de Pleszew
Condado de Pleszew (polaco: powiat pleszewski) é um powiat (condado) da Polónia, na voivodia de Grande Polónia. A sede do condado é a cidade de Pleszew. Estende-se por uma área de 711,91 km², com 61 842 habitantes, segundo os censos de 2005, com uma densidade 86,87 hab/km².

## Divisões admistrativas
O condado possui:
Comunas urbana-rurais: Pleszew
Comunas rurais: Chocz, Czermin, Dobrzyca, Gizałki, Gołuchów
Cidades: Pleszew

## Demografia
População (dados de 30 de Junho de 2005):
|          | Total   | Total | Mulheres | Mulheres | Homens  | Homens |
| -------- | ------- | ----- | -------- | -------- | ------- | ------ |
|          | pessoas | %     | pessoas  | %        | pessoas | %      |
| Total    | 61 842  | 100   | 31 327   | 50,7     | 30 515  | 49,3   |
| Cidades  | 17 816  | 100   | 9346     | 52,5     | 8470    | 47,5   |
| Povoados | 44 026  | 100   | 21 981   | 49,9     | 22 045  | 50,1   |